# 岡山県第2区
岡山県第2区（おかやまけんだい2く）は、日本の衆議院議員総選挙における選挙区。1994年（平成6年）の公職選挙法改正で設置。

## 区域

### 現在の区域
2022年（令和4年）公職選挙法改正以降の区域は以下のとおりである。岡山市内では区の境界線により1区との間で調整は行われたほか、3区の一部を編入したため岡山市東区の分割は解消された。
- 岡山市
  - 中区
  - 東区
  - 南区
- 玉野市
- 瀬戸内市

### 2022年以前の区域
2013年（平成25年）公職選挙法改正から2022年の小選挙区改定までの区域は以下のとおりである。
- 岡山市
  - 北区の一部
    - 本庁管内の祇園、後楽園、中原、牟佐

  - 中区
  - 東区（旧瀬戸町域を除く：本庁管内）
  - 南区（飽浦、北浦、郡、宮浦、阿津、小串及び旧灘崎町域）
- 玉野市
- 瀬戸内市

1994年（平成6年）公職選挙法改正から2013年の小選挙区改定までの区域は以下のとおりである。
- 岡山市（1区に属しない区域）
  - 本庁管内の一部
    - 赤坂台、赤坂本町、赤坂南新町、飽浦、赤田、阿津、網浜、今在家、今谷、江崎、江並、沖元、奥市、乙多見、御成町、雄町、門田文化町1〜3丁目、門田本町1〜4丁目、門田屋敷1〜5丁目、門田屋敷本町、兼基、北浦、旭東町1〜3丁目、祇園、国富、国富1〜4丁目、倉田、倉富、倉益、桑野、神下、後楽園、郡、国府市場、小串、小橋町1・2丁目、穝、穝東町1・2丁目、さくら住座、桜橋1〜4丁目、沢田、四御神、清水、清水1・2丁目、下、賞田、新京橋1〜3丁目、新築港、住吉町1・2丁目、関、高島1・2丁目、高島新屋敷、高屋、竹田、中納言町、土田、徳吉町1・2丁目、中井、中島、中原、長岡、長利、西川原、西川原1丁目、西中島町、浜、浜1〜3丁目、原尾島、原尾島1〜4丁目、東川原、東中島町、東山1〜4丁目、平井、平井1〜7丁目、福泊、藤崎、藤原、藤原西町1・2丁目、藤原光町1〜3丁目、古京町1・2丁目、円山、湊、宮浦、御幸町、海吉、牟佐、森下町、八幡、八幡東町、山崎、湯迫、米田[7]

  - 西大寺・上道地域の各支所管内
- 玉野市
- 邑久郡
- 児島郡

## 歴史
2005年の第44回衆議院議員総選挙では、前職の熊代昭彦が郵政民営化法案に反対票を投じたため自由民主党の公認を得られず、友人の萩原誠司岡山市長（当時）が自民党公認候補として出馬したため立候補を断念した。熊代は入れ替わりに岡山市長選に立候補したが、落選。
2009年の第45回衆議院議員総選挙では、小選挙区当選を目指した萩原、無所属で返り咲きを目指した熊代が共に立候補したが共倒れ、民主・津村が続けて議席を確保した。
2012年の第46回衆議院議員総選挙では民主党へ猛烈な逆風が吹き、自民党公認の新人の山下貴司が当選して9年ぶりに自民党が選挙区を奪回、津村は比例復活に回った。以降も山下が当選し、津村が比例復活を続けていたが、2021年の第49回衆議院議員総選挙では西日本で立憲民主党の支持が広がらなかった影響で津村は比例復活もならず落選した。2024年の第50回衆議院議員総選挙でも山下が当選したが、津村も3年ぶりに比例復活を果たした。
岡山市内でも新興住宅地などが多く、1区と比較しても無党派層が目立つ地域である。

## 小選挙区選出議員
| 選挙名                 | 年     | 当選者   | 党派       |
| ---------------------- | ------ | -------- | ---------- |
| 第41回衆議院議員総選挙 | 1996年 | 熊代昭彦 | 自由民主党 |
| 第42回衆議院議員総選挙 | 2000年 | 熊代昭彦 | 自由民主党 |
| 第43回衆議院議員総選挙 | 2003年 | 熊代昭彦 | 自由民主党 |
| 第44回衆議院議員総選挙 | 2005年 | 津村啓介 | 民主党     |
| 第45回衆議院議員総選挙 | 2009年 | 津村啓介 | 民主党     |
| 第46回衆議院議員総選挙 | 2012年 | 山下貴司 | 自由民主党 |
| 第47回衆議院議員総選挙 | 2014年 | 山下貴司 | 自由民主党 |
| 第48回衆議院議員総選挙 | 2017年 | 山下貴司 | 自由民主党 |
| 第49回衆議院議員総選挙 | 2021年 | 山下貴司 | 自由民主党 |
| 第50回衆議院議員総選挙 | 2024年 | 山下貴司 | 自由民主党 |

## 選挙結果
時の内閣：第1次石破内閣 解散日：2024年10月9日 公示日：2024年10月15日
当日有権者数：41万513人 最終投票率：50.20%（前回比：0.22%） （全国投票率：53.85%（2.08%））
| 当落 | 候補者名 | 年齢 | 所属党派   | 新旧 | 得票数   | 得票率 | 惜敗率 | 推薦・支持 | 重複 |
| ---- | -------- | ---- | ---------- | ---- | -------- | ------ | ------ | ---------- | ---- |
| 当   | 山下貴司 | 59   | 自由民主党 | 前   | 95,452票 | 47.70% | ――     | 公明党推薦 | ○    |
| 比当 | 津村啓介 | 53   | 立憲民主党 | 元   | 91,906票 | 45.93% | 96.29% |            | ○    |
|      | 余江雪央 | 47   | 日本共産党 | 新   | 12,762票 | 6.38%  | 13.37% |            |      |

時の内閣：第1次岸田内閣 解散日：2021年10月14日 公示日：2021年10月19日
当日有権者数：28万9071人 最終投票率：50.42%（前回比：0.58%） （全国投票率：55.93%（2.25%））
| 当落 | 候補者名 | 年齢 | 所属党派   | 新旧 | 得票数   | 得票率 | 惜敗率 | 推薦・支持               | 重複 |
| ---- | -------- | ---- | ---------- | ---- | -------- | ------ | ------ | ------------------------ | ---- |
| 当   | 山下貴司 | 56   | 自由民主党 | 前   | 80,903票 | 56.39% | ――     | 公明党推薦               | ○    |
|      | 津村啓介 | 50   | 立憲民主党 | 前   | 62,555票 | 43.61% | 77.32% | 社会民主党岡山県連合推薦 | ○    |

時の内閣：第3次安倍第3次改造内閣 解散日：2017年9月28日 公示日：2017年10月10日
当日有権者数：29万3094人 最終投票率：49.84%（前回比：1.42%） （全国投票率：53.68%（1.02%））
| 当落 | 候補者名 | 年齢 | 所属党派   | 新旧 | 得票数   | 得票率 | 惜敗率 | 推薦・支持 | 重複 |
| ---- | -------- | ---- | ---------- | ---- | -------- | ------ | ------ | ---------- | ---- |
| 当   | 山下貴司 | 52   | 自由民主党 | 前   | 73,150票 | 51.14% | ――     | 公明党推薦 | ○    |
| 比当 | 津村啓介 | 45   | 希望の党   | 前   | 54,591票 | 38.16% | 74.63% |            | ○    |
|      | 垣内京美 | 51   | 日本共産党 | 新   | 13,518票 | 9.45%  | 18.48% |            | ○    |
|      | 田部雄治 | 41   | 幸福実現党 | 新   | 1,793票  | 1.25%  | 2.45%  |            |      |

時の内閣：第2次安倍改造内閣 解散日：2014年11月21日 公示日：2014年12月2日
当日有権者数：28万7815人 最終投票率：51.26% （全国投票率：52.66%（6.66%））
| 当落 | 候補者名 | 年齢 | 所属党派   | 新旧 | 得票数   | 得票率 | 惜敗率 | 推薦・支持 | 重複 |
| ---- | -------- | ---- | ---------- | ---- | -------- | ------ | ------ | ---------- | ---- |
| 当   | 山下貴司 | 49   | 自由民主党 | 前   | 71,436票 | 49.59% | ――     | 公明党推薦 | ○    |
| 比当 | 津村啓介 | 43   | 民主党     | 前   | 56,951票 | 39.54% | 79.72% |            | ○    |
|      | 井上素子 | 67   | 日本共産党 | 新   | 15,652票 | 10.87% | 21.91% |            |      |

時の内閣：野田第3次改造内閣 解散日：2012年11月16日 公示日：2012年12月4日 （全国投票率：59.32%（9.96%））
| 当落 | 候補者名 | 年齢 | 所属党派   | 新旧 | 得票数   | 得票率 | 惜敗率 | 推薦・支持   | 重複 |
| ---- | -------- | ---- | ---------- | ---- | -------- | ------ | ------ | ------------ | ---- |
| 当   | 山下貴司 | 47   | 自由民主党 | 新   | 82,061票 | 52.80% | ――     |              | ○    |
| 比当 | 津村啓介 | 41   | 民主党     | 前   | 57,573票 | 37.04% | 70.16% | 国民新党推薦 | ○    |
|      | 井上素子 | 65   | 日本共産党 | 新   | 15,789票 | 10.16% | 19.24% |              |      |

2013年3月26日、広島高等裁判所岡山支部は、第46回衆議院議員総選挙の区割りについて、1票の格差が最大2.43倍となり法の下の平等を定めた日本国憲法第14条に反するとして、岡山2区の選挙を違憲で無効とする判決を出した（無効の効力は判決確定後に限定）。被告の岡山県選挙管理委員会が上告した場合、最高裁判決が出るまで無効判決は確定しない。その後同年11月20日に最高裁は同選挙を違憲状態としながらも選挙自体は有効という判決を下したため当選無効は免れた。
時の内閣：麻生内閣 解散日：2009年7月21日 公示日：2009年8月18日
当日有権者数：{{{有権者}}}人 （全国投票率：69.28%（1.77%））
| 当落 | 候補者名 | 年齢 | 所属党派   | 新旧 | 得票数    | 得票率 | 惜敗率 | 推薦・支持 | 重複 |
| ---- | -------- | ---- | ---------- | ---- | --------- | ------ | ------ | ---------- | ---- |
| 当   | 津村啓介 | 37   | 民主党     | 前   | 102,525票 | 52.89% | ――     |            | ○    |
|      | 萩原誠司 | 53   | 自由民主党 | 前   | 64,349票  | 33.19% | 62.76% |            | ○    |
|      | 熊代昭彦 | 69   | 無所属     | 元   | 19,577票  | 10.10% | 19.09% |            | ×    |
|      | 赤松和隆 | 42   | 国民新党   | 新   | 6,026票   | 3.11%  | 5.88%  |            | ○    |
|      | 戸板道広 | 49   | 幸福実現党 | 新   | 1,384票   | 0.71%  | 1.35%  |            |      |

- 熊代は2011年岡山市議会議員選挙（中区）に立候補し、当選。

時の内閣：第2次小泉改造内閣 解散日：2005年8月8日 公示日：2005年8月30日 （全国投票率：67.51%（7.65%））
| 当落 | 候補者名 | 年齢 | 所属党派   | 新旧 | 得票数   | 得票率 | 惜敗率 | 推薦・支持 | 重複 |
| ---- | -------- | ---- | ---------- | ---- | -------- | ------ | ------ | ---------- | ---- |
| 当   | 津村啓介 | 33   | 民主党     | 前   | 88,277票 | 46.88% | ――     |            | ○    |
| 比当 | 萩原誠司 | 49   | 自由民主党 | 新   | 86,035票 | 45.69% | 97.46% |            | ○    |
|      | 尾崎宏子 | 48   | 日本共産党 | 新   | 13,999票 | 7.43%  | 15.86% |            |      |

時の内閣：第1次小泉第2次改造内閣 解散日：2003年10月10日 公示日：2003年10月28日 （全国投票率：59.86%（2.63%））
| 当落 | 候補者名 | 年齢 | 所属党派   | 新旧 | 得票数   | 得票率 | 惜敗率 | 推薦・支持 | 重複 |
| ---- | -------- | ---- | ---------- | ---- | -------- | ------ | ------ | ---------- | ---- |
| 当   | 熊代昭彦 | 63   | 自由民主党 | 前   | 78,643票 | 48.49% | ――     |            | ○    |
| 比当 | 津村啓介 | 32   | 民主党     | 新   | 69,190票 | 42.66% | 87.98% |            | ○    |
|      | 尾崎宏子 | 47   | 日本共産党 | 新   | 14,357票 | 8.85%  | 18.26% |            |      |

時の内閣：第1次森内閣 解散日：2000年6月2日 公示日：2000年6月13日 （全国投票率：62.49%（2.84%））
| 当落 | 候補者名 | 年齢 | 所属党派   | 新旧 | 得票数   | 得票率 | 惜敗率 | 推薦・支持 | 重複 |
| ---- | -------- | ---- | ---------- | ---- | -------- | ------ | ------ | ---------- | ---- |
| 当   | 熊代昭彦 | 60   | 自由民主党 | 前   | 85,514票 | 51.30% | ――     |            | ○    |
|      | 中桐伸五 | 57   | 民主党     | 前   | 50,187票 | 30.11% | 58.69% |            | ○    |
|      | 尾崎宏子 | 43   | 日本共産党 | 新   | 20,500票 | 12.30% | 23.97% |            |      |
|      | 松本安正 | 70   | 社会民主党 | 新   | 10,477票 | 6.29%  | 12.25% |            | ○    |

- 中桐は山田敏雅の福山市長選挙出馬に伴い2003年8月に繰り上げ当選。

時の内閣：第1次橋本内閣 解散日：1996年9月27日 公示日：1996年10月8日 （全国投票率：59.65%（8.11%））
| 当落 | 候補者名 | 年齢 | 所属党派   | 新旧 | 得票数   | 得票率 | 惜敗率 | 推薦・支持 | 重複 |
| ---- | -------- | ---- | ---------- | ---- | -------- | ------ | ------ | ---------- | ---- |
| 当   | 熊代昭彦 | 56   | 自由民主党 | 前   | 88,569票 | 54.82% | ――     |            | ○    |
| 比当 | 中桐伸五 | 53   | 民主党     | 新   | 51,551票 | 31.91% | 58.20% |            | ○    |
|      | 尾崎宏子 | 40   | 日本共産党 | 新   | 21,431票 | 13.27% | 24.20% |            |      |